# Ральф-руйнівник
«Ральф-руйнівник» (англ. Wreck-It Ralph) — анімаційний комедійний стереофільм, знятий Річем Муром, який раніше режисирував «Сімпсонів» і «Футураму», і спродюсований компанією Walt Disney Animation Studios. П'ятдесят другий повнометражний анімаційний фільм компанії Дісней.

## Сюжет
Ральф Руйнівник 30 років грає роль лиходія в ігровому автоматі, де повинен руйнувати будинок, що відбудовується гравцем за допомогою героя з чарівним молотком — Фелікса-ремонтуй молодшого. Настає момент, коли Ральф не може терпіти сформований порядок, коли герою дістаються абсолютно всі почесті, а лиходій по ролі повинен терпіти — якщо не знущання і приниження, то мовчазну зневагу. З'ясувавши у мешканців будинку, що зібралися на вечірку з приводу тридцятиріччя гри, спосіб, яким вони готові визнати його заслуги, Ральф вирушає на пошуки золотої медалі в інших іграх. Проблема в тому, що лиходіям медалі не встановлені ніде. Однак Ральфу щастить, і він знаходить персонажа, який втомився грати роль героя гри «Геройська місія» (англ. Hero's Duty).
Помінявшись з ним місцями, але не знаючи ні правил, ні того, що тамтешні вороги вірусоподібні і небезпечні для будь-якої гри, Ральф потрапляє в значні неприємності і ставить під загрозу весь ігровий зал. Зазнавши аварії в грі «ЦукроШал» (англ. Sugar Rush), Ральф, намагаючись забрати свою медаль, знайомиться з місцевим персонажем — гонщицею Ванілопою фон Ірис. Відірвавшись від нього, Ванілопа використовує медаль у своїх цілях, а в цей час в грі Ральфа під час його відсутності виникають проблеми, і Фелікс вирушає на пошуки свого супротивника. Після низки пригод Ральф, виявляється, змушений допомагати Ванілопі створити і навчитися кермувати автомобілем, та виграти перегони, після якої до нього повернеться його медаль. Однак обставини складаються так, що він ламає автомобіль і виходить з цієї гри, а Ванілопа і Фелікс опиняються в місцевій в'язниці.
Повернувшись у свою гру, Ральф розуміє, що його мрія привела до сумних наслідків, і випадково зауважує факт, який суперечить тому, з чим він погодився в обмін на медаль. Повернувшись у гоночну гру, Ральф наводить, як він думає, лад, і в цей момент проявляють себе вірусні вороги, починаючи знищувати усе навколо. Завдяки вдалим обставинам і героїзму Ральфа, гонка закінчується успішно, і Ванілопа повертається у свій справжній статус. Наприкінці Ральф робить свою роботу з радістю і з повагою колективу, допомагає відбудувати і розширити свою гру, яка стає настільки цікавою, що знову набуває популярності.
У титрах видно, що головні персонажі вирушають у подорож по всіх іграх ігрового залу.

## Персонажі
- Ральф-руйнівник (Wreck-It Ralph) — головний герой фільму. Попри те, що ламати все підряд — його обов'язок у грі «Фелікс-ремонтуй молодший», за це ніхто Ральфа не поважає і навіть навпаки, всі прагнуть уникати його. Ральф, ображений тим, що Фелікс не запросив його на вечірку в честь тридцятиріччя гри «Фелікс-ремонтуй молодший», вирішує втекти в гру «Геройська місія», щоб отримати медаль, але через незграбність потрапляє пізніше у гру «ЦукроШал», занісши з собою кібряка. Там він зустрічає Ванілопу, яка краде у Ральфа медаль і починає шантажувати його, щоб той допоміг їй взяти участь в гонках. Спочатку Ральф з незадоволенням допомагає їй, лише через медаль, але після того, як дізнається, що вона є глючним кодом, якого не повинно бути (тобто «вигнанцем» у грі), подружився з нею і вирішує сам допомогти досягти мети — перемогти в гонках. У кінці фільму Ральф рятує світ гри «ЦукроШал», а мешканці його рідної гри починають поважати Ральфа, приймаючи його, як повноцінного члена родини.
- Фелікс-ремонтуй молодший (Fix-It Felix, Jr.) — майстер, що лагодить будівлю після Ральфа. Як головний герой гри, володіє суто позитивними рисами характеру, однак на початку прагнув уникати Ральфа. Після того, як той втік з гри, Фелікс, ризикуючи своїм життям, відправився у пошуки по його слідах, зустрівши сержанта Калхун і закохавшись в неї з першого погляду. Разом вони відправилися в «ЦукроШал», проте там Калхун залишає його, а місцеві мешканці запроторюють Фелікса у в'язницю. Пізніше його звідти витягує Ральф і просить допомогти. Наприкінці Фелікс одружується з Калхун.

Реклама фільму у вигляді аркадного автомата «Fix-It Felix Jr.» на E3 2012 року

- Реклама фільму у вигляді аркадного автомата «Fix-It Felix Jr.» на E3 2012 рокуСержант Калхун (англ. Sergeant Calhoun) — капітан гри «Геройська місія». Дуже серйозна і жорстка жінка. За сюжетом її гри, під час весілля, її нареченого живцем з'їв кібряк. Вона вирушає з Феліксом у гру «ЦукроШал», щоб знайти і знищити кібряка, занесеного Ральфом. Пізніше через те, що Фелікс нагадував її покійного нареченого, вона жорстоко викидає його зі свого корабля. У кінці фільму виходить заміж за Фелікса. Персонаж Калхун має багато спільного із Сарою Керріган і Еллен Ріплі. Обидві билися з ксеноморфними створіннями (Чужими і Зергами) і втратили тих, кого люблять.
- Ванілопа фон Ірис (англ. Vanellope von Schweetz) — дівча-глюк із гри «ЦукроШал». Вона спочатку вкрала медаль у Ральфа, щоб оплатити участь в гонці, проте пізніше пояснює йому ситуацію, і вони стають найкращими друзями. Мріє взяти участь в гонках, однак не має засобів. Коли гнівається або хвилюється, то починає «глючити». Пізніше з'ясовується, що це її унікальна здатність до телепортації і проходженню крізь стіни, а сама Ванілопа є істинною королевою гри «ЦукроШал», яку захопив Король Льодяник і заблокував усі дані про її існування.
- Король Льодяник (англ. King Candy) (він же Вірус ігрового залу, він же Турбо) — король і ведучий гонщик гри «ЦукроШал», а також головний антагоніст фільму. Спочатку він займався пошуками Ванілопи. Пізніше ввів в оману Ральфа: якщо той пустить Ванілопу на трасу, то це призведе до того, що ігровий автомат відключать, і всі мешканці будуть змушені рятуватися втечею. Пізніше з'ясовується, що насправді Льодяник — це Турбо, персонаж зі старої та колись популярної гри, який не зміг змиритися з тим, що втратив популярність в тіні нових і популярніших ігор. Так він захопив гру «ЦукроШал» і позбувся її головної героїні. Пізніше його пожирає кібряк, і в результаті Льодяник мутує у вірус, який має намір захопити всі ігри. Його знищує Ральф, викликавши виверження дієтичної кока-коли в результаті падіння сталактитів з «Ментосу».
- М. Байсон (M. Bison) із серії «Street Fighter II».
- Сонік — їжак із серії ігор «Їжак Сонік» (Sonic the Hedgehog). У ролі камео з'являвся на Центральній Станції, де говорив про небезпеку стрибків по іграх. Також з'являється на мить на святкуванні 30-річчя гри Фелікса в переляканому натовпі, коли прийшов Ральф, і коли Ральф вилітає на безпілотному кораблі з «Геройської місії», перед входом у гру «ЦукроШал» Ральф збив Соніка на Центральній Станції, через чого той розгубив свої кільця. Коли показували центральну площу, то, якщо пошукати, можна знайти Соніка, який почав вести бесіду з черепахою. З'явився в титрах в стилі старих ігор Соніка (на рівні Chemical Plant Zone). До речі, Фелікс покликав на весілля і його.
- Боузер з Super Mario Bros. — лиходій із серії ігор Маріо. Був присутній на зборах лиходіїв.
- Доктор Еггман із серії Sonic the Hedgehog — лиходій із серії ігор Соніка. Помічений на зборах лиходіїв. Помічений також на одній з картин (старий дизайн). Коли показували головну центральну площу, якщо пошукати, можна побачити проходить повз Еггмана.
- Кано і Смоук з Mortal Kombat — лиходії.
- Зангієв, Кеммі Вайт і Чунь Лі зі Street Fighter II.
- Кен і Рю зі Street Fighter.
- Q*bert з однойменної відеоігри, а також Coily the Snake, Slick & Ugg. Вони живуть на ігровому вокзалі, біля входу в гру Фелікс-ремонтуй молодший, можна сказати, жебракують, оскільки їхній ігровий автомат був відключений від мережі і вивезений з ігрового залу. Про це наочно оповідає їхній пригнічений сумний вигляд і напис на картонці "Гра відключена. Будь ласка, допоможіть! "(«Game UNPLUGGED. Please HELP!»)
- Доктор Вайлі із серії Mega Man — лиходій.
- Cyril (зомбі з сокирами) з House of the Dead — лиходій.
- Neff із Altered Beast — лиходій.
- Клайд, Блінкі, Пінкі, Інкі, Пек-Мен із Pac-Man — Клайд є лиходієм, з'являється на зборах лиходіїв. Блінкі, Пінкі і Інки можна помітити на задньому плані під час сцени, коли Ральф їсть вишню. Пек-Мен — герой, його можна помітити на 30-річчі гри «Фелікс-ремонтуй молодший».
- Paperboy із Паперовий роман.
- Диявол третій (в оригіналі Satan, але просить вимовляти як «Sa-teen», з Satan's Hollow).
- Чаклунка Mishaela із Shining Force.

Також у трейлері Сержантом Калхун згадується гра Angry Birds («Це вам не птахами в свиней гатити …»). Імена Маріо і Луїджі були згадані жителем Добротауна та Соніком, коли Ральф подзвонив у двері на вечірку Майстра Фелікса-молодшого. І ще можна помітити одного Соніка, Лисеня Теілза, коли Ральф дізнається, що медаль можна знайти в грі «Геройська місія».

## У ролях
| Озвучка           | Персонаж                   |
| ----------------- | -------------------------- |
| Джон Рейлі        | Ральф                      |
| Сара Сільверман   | Ванілопа фон Ірис          |
| Джек Макбреєр     | Фелікс-ремонтуй молодший   |
| Джейн Лінч        | Сержант Тамора Джин Калхун |
| Алан Тудик        | Король Льодяник/Турбо      |
| Мінді Калінг      | Таффіта Мармеладіс         |
| Джо Ло Тругліо    | Марковський/М. Байсон      |
| Ед О'Нілл         | Пан Літвак                 |
| Денніс Хейзберт   | Генерал Голограм           |
| Іді Макклерг      | Мері                       |
| Реймонд С. Персі  | Джинно                     |
| Роджер Крейг Сміт | Сонік                      |
| Моріс ЛаМарш      | Тапер                      |

### Український дубляж
- Фільм дубльовано на студії «Le Doyen» на замовлення «Disney Character Voices International» у 2012 році.
- Режисер дубляжу: Іван Марченко
- Перекладач і автор синхронного тексту: Сергій SKA Ковальчук
- Творчий консультант: Mariusz Arno Jaworowski
- Мікс-студія: Shepperton International

Ролі дублювали:
- Сергій Солопай — Ральф
- Ганна Соболєва — Ванілопа фон Ірис
- Роман Чупіс — Фелікс-ремонтуй молодший
- Світлана Орліченко — Сержант Тамора Джин Калхун
- Ярослав Чорненький — Король Льодяник/Турбо
- Дарина Муращенко — Таффіта Трюфеліна
- Євген Малуха — пан Літвак, Пончик
- Михайло Жонін — Генерал Голограм
- Павло Костіцин — Марковський
- Олександр Ігнатуша — Біл-Кислюк
- Максим Кондратюк — Джинно
- Роман Чорний — Занґієв
- Ніна Касторф — Мері
- Дмитро Вікулов — Коржик
- Олег Лепенець — Клайд
- Володимир Жогло — Тапер

А також: Анатолій Барчук, Людмила Ардельян, Андрій Мостренко, Роман Семисал, Михайло Кришталь, Дмитро Сова, Петро Сова, Поліна Капустіна, Олена Борозенець, Світлана Штанько, Володимир Канівець, В'ячеслав Дудко, Денис Капустін, Даниїл Мойсеєв, Богдан Темченко.

## Факти
- За фільмом була створена однойменна гра на консолях Nintendo[2], а також на платформі Android і iOS.
- На вечірці, у ролі камео присутній Скріллекс.
- На зборах лиходіїв можна помітити висячий на стіні аркуш зі слідом від помади — відсилання до мультфільму «Паперовий роман».

## Саундтрек
Музику до фільму написав Генрі Джекмен.
Фінальну тему «Sugar Rush» виконав японський ідол-гурт AKB48.

### Список композицій
Уся музика, де не вказаний виконавець, написана Генрі Джекменом. 

## Нагороди та номінації
- 2012 — премія Національної ради кінокритиків США за найкращий анімаційний фільм.
- 2012 — номінація на премію «Супутник» за найкращий анімаційний фільм.
- 2013 — номінація на премію «Оскар» за найкращий анімаційний фільм (Річ Мур).
- 2013 — номінація на премію «Золотий глобус» за найкращий анімаційний фільм.
- 2013 — номінація на премію BAFTA за найкращий дитячий фільм.
- 2013 — 5 премій «Енні»: найкращий повнометражний анімаційний фільм, найкраща режисура повнометражного анімаційного фільму (Річ Мур), найкращий сценарій повнометражного анімаційного фільму (Філ Джонстон, Дженніфер Лі), найкраща акторська робота в повнометражному анімаційному фільмі (Алан Т'юдік), найкраща музика в повнометражному анімаційному фільмі.
- 2013 — номінація на премію «Сатурн» за найкращий анімаційний фільм.